# الحماة الأبطال
الحماة الأبطال (بالإنجليزية: Strange Dawn)‏ (باليابانية: ストレンジドーン) هو مسلسل أنمي مكون من 13 حلقة. تم إنشاء هذا المسلسل بواسطة Hal Film Maker لـ Pioneer LDC (الآن تسمى Geneon) في عام 2000.
عُرض هذا الإنمي على قناة 5 البريطانية في بدايات عام 2000 في الصباح كل يوم سبت ومن ثم تم ترخيصه من قبل Urban Vision بأمريكا الشمالية، وتم إنتاج قرصين DVD أولية آنذاك.
وطبقًا لموقع Urban Vision فليس لديهم خطط لإنتاج قرصي الـ DVD الآخيرة من هذه السلسلة.
قامت Anime DVD distributor المعروفة بـ Dybex بإنتاج جميع أقرص الـ DVD لهذه السلسلة
بالترجمة الفرنسية والألمانية. ولا تزال هذه الأقراص الأربعة متاحة للشراء.
سمي المسلسل باللغة العربية باسم الحماة الأبطال ، وتم بثه لأول مرة في 11 يوليو 2000
وانتهى بثه في 26 سبتمبر 2000 على قناة سبيستون.

## القصة
يوكو (ريم) وايري (ديما) فتاتان طبيعيتان سقطوا في عالمٍ بديلٍ مليءٍ بشعبٍ صغيرٍ في الحجم، الناس في هذا العالم الغامض يعتبرون الفتاتان «حماةً أبطال» الذي يمكن أن يحموا أرضهم في زمن الحروب، الفتاتان تعينوا مع مجموعة من المحاربين في مهمة لمعرفة كيف تم نقلهم إلى هنا وكيفية عودتهم إلى ديارهم.

## الأغنية
- أغنية البداية الأصلية من أداء ايري كاواي.
- أغنية النهاية الأصلية من أداء شوكو اينوموتو وكاوري شيميزو.
- أغنية البداية بالعربية من أداء رشا رزق.

## وصلات خارجية
- الحماة الأبطال على موقع IMDb (الإنجليزية)
- الحماة الأبطال على موقع فيلمافينيتي (الإسبانية)
- الحماة الأبطال على موقع قاعدة بيانات الفيلم (الإنجليزية)
- الحماة الأبطال على موقع ANN anime (الإنجليزية)

http://www.youtube.com/watch?v=8jwgqjtqClg&feature=mfu_in_order&list=UL
http://www.animenewsnetwork.com/encyclopedia/anime.php?id=285
1. ↑  "Strange Dawn (TV) - Anime News Network". www.animenewsnetwork.com (بالإنجليزية). Archived from the original on 2019-04-27. Retrieved 2017-10-18.